# Enolončnica
Enolončnica (tudi samostojna jed) je jed, ki vsebuje vse sestavine, ki naj jih vsebuje kosilo ali večerja. Ime izhaja iz dejstva, da se skuha samo v enem loncu.
V teh jedeh mešamo meso z zelenjavo, stročnicami, testeninami,... Predvsem poleti so priljubljene enolončnice brez mesa.
Enolončnice so podobne juham, in tako v nekaterih primerih ni jasne razlike med enimi in drugimi. Na splošno pa lahko trdimo, da so juhe bolj tekoče od enolončnic. 